# Sun Baoqi

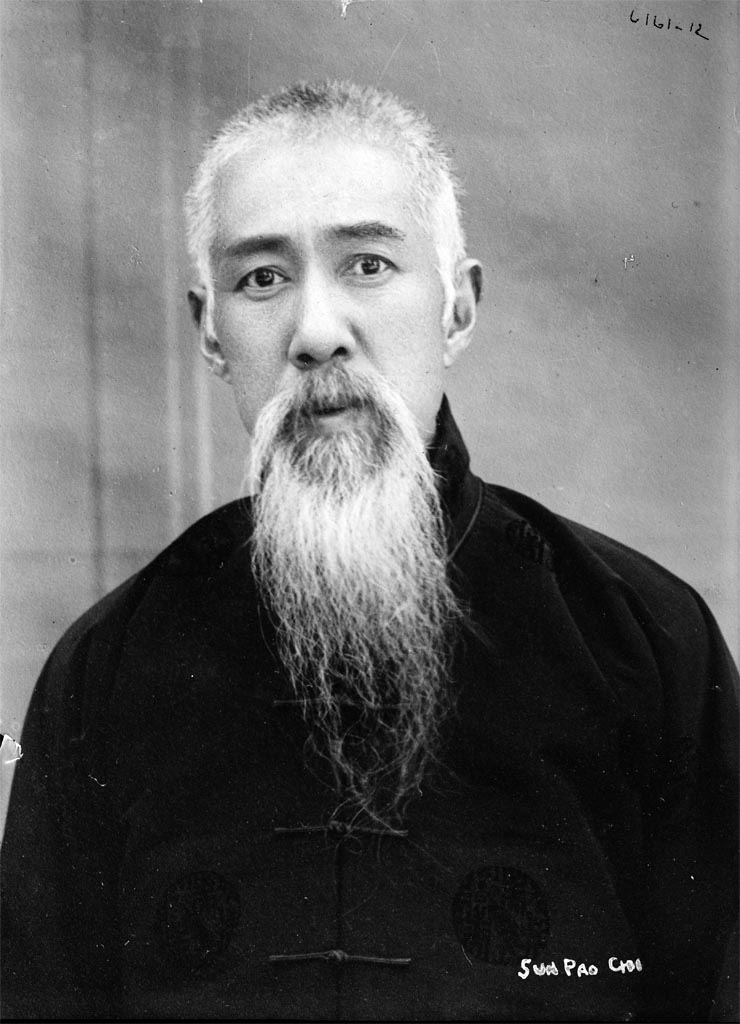
Sun Baoqi

Sun Baoqi (chino: 孫寶琦, pinyin: Sūn Bǎoqí; 26 de abril de 1867 - 3 de febrero de 1931) fue un político y diplomático chino que vivió en las postrimerías de la dinastía Qing y comienzos de la República de China. Fue miembro del bando Beiyang.
Su cargo más importante fue la de primer ministro de la República de China en dos ocasiones: en 1914 de manera interina tras la renuncia de Xiong Xiling y en 1924 durante la presidencia de Cao Kun.
| Predecesor: Xiong Xiling Gao Lingwei | Primer ministro de la República de China 1914 1924 | Sucesor: Xu Shichang Wellington Koo |

- Datos: Q711071
- Multimedia: Sun Baoqi / Q711071